# Camelomantis
Camelomantis, es un género de las mantis, de la familia Mantidae, del orden Mantodea. Es originario de Asia.

## Especies
- Camelomantis giraffa
- Camelomantis gracillima
- Camelomantis moultoni
- Camelomantis parva
- Camelomantis penangica
- Camelomantis sondaica
- Camelomantis sumatrana